# Rượu Mao Đài

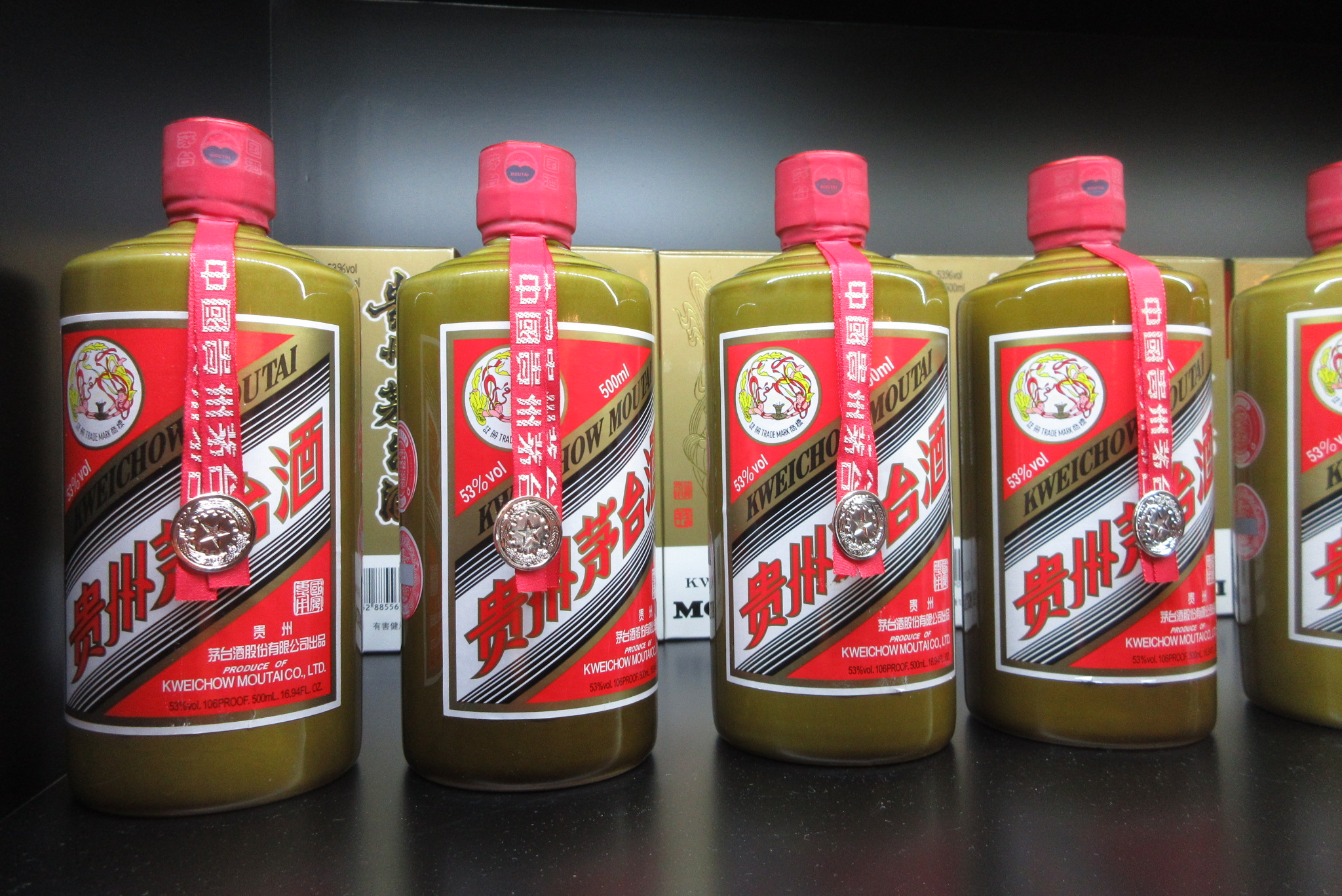
Mao Đài tửu

Rượu Mao Đài (chữ Hán (phồn thể và giản thể): 茅台酒, bính âm: Máotái jiǔ, phiên âm Hán - Việt: Mao Đài tửu) là một nhãn hiệu rượu trắng (bạch tửu) của Trung Quốc. Mao Đài là tên gọi của một thị trấn gần Tuân Nghĩa, tỉnh Quý Châu, nơi có truyền thống sản xuất loại rượu này và sau này trở thành tên gọi của rượu.
Rượu Mao Đài là rượu chưng cất từ cao lương lên men. Rượu này có đặc trưng là trong vắt, không màu, có mùi thơm đặc trưng và có độ cồn cao (truyền thống là khoảng 65%, sản phẩm chủ đạo là loại Phi Thiên 53% độ cồn, song gần đây có nhiều loại Mao Đài chỉ từ 35 đến 47%;).
Rượu Mao Đài có lịch sử trên 300 năm, bắt đầu từ đầu đời Thanh. Danh tiếng của nó bắt đầu vượt ra khỏi biên giới Trung Quốc khi Chu Ân Lai dùng nó để chiêu đãi các nguyên thủ quốc gia khác của thế giới.

## Thành ngữ
- Người uống Mao Đài không mua, người mua Mao Đài không uống.[3]
- Đêm ba mươi, nhấm nháp Mao Đài ngắm mai đào nở. Sáng mùng một, lai rai Bàu Đá, ngậm đá bào chơi.